# Volumengewicht
Das Volumengewicht (engl.: dimensional weight oder volume weight) ist eine praktische Größe, die dazu dient, die Kosten einer Sendung in der Luftfracht (teilweise auch in anderen Bereichen) zu bewerten. Das frachtpflichtige Gewicht ist Grundlage der Berechnung der Frachtrate. In physikalischer Hinsicht ist der Begriff nicht sinnvoll.
Die Formel des Volumengewichts wurde von der IATA eingeführt, um ein wirtschaftlich vernünftiges Maß für die Frachtkosten von sperrigem Leichtgut zu finden.
Die Berechnung des Volumengewichts erfolgt auf Basis der Abmessungen einer Sendung:
{\displaystyle {\frac {{\text{Länge(cm)}}*{\text{Breite(cm)}}*{\text{Höhe(cm)}}}{{\text{dienstleisterabhängiger}}\ Divisor}}=Volumengewicht(kg)}
Der Divisor entspricht dem Kehrwert einer Dichte.
Aktuell wird bei den Logistikdienstleistern DP DHL, FedEx, UPS und TNT für die Berechnung des Volumengewichtes der Divisor (auch englisch Bulkiness Index) 5000 benutzt. GLS benutzt einen Divisor von 6000.
Das Volumengewicht der Sendung wird verglichen mit der tatsächlichen, mit einer Waage bestimmten  Masse (Wiegegewicht). Der höhere der beiden Werte ist maßgeblich für die Frachtrate.
Bei einem Divisor von 5000 cm3/kg wird unterhalb einer Dichte von 200 kg/m3 (bei 6000 unterhalb einer Dichte von 166,7 kg/m3) für die Sendung eine höhere Frachtrate als für das Gewicht fällig. Der Preis entspricht dem, der zu bezahlen wäre, wenn die Sendung eine Dichte von 200 kg/m3 (166,7 kg/m3) hätte.